# North American F-100 Super Sabre
Pour les articles homonymes, voir F-100 et Sabre (homonymie).
Le North American F-100 Super Sabre fait partie de la première génération de chasseurs supersoniques américains connue sous le nom de Century Series Fighters, au même titre que son équivalent soviétique le Mikoyan-Gourevitch MiG-19 Farmer. Cet avion était surnommé Hun (abréviation de Hundred, « cent » en anglais, en référence à sa désignation « F-100 ») par ses pilotes qui l'appréciaient beaucoup. Construit à plus de 2 000 exemplaires, le F-100 connut une longue carrière et fut utilisé jusqu'en 1982 par la Turquie.

## Conception
Dès le début de la production du F-86 Sabre en 1949, le développement de son successeur commence. La direction de North American décida de construire un chasseur supersonique de conception nouvelle. L'appareil fut doté du réacteur Pratt & Whitney J57-7 à postcombustion. L'armement de base était constitué de quatre canons Pontiac de 20 mm M39. Il fut construit jusqu'en 1959.
La première commande de deux exemplaires de présérie fut passée le 1er novembre 1951, c'est-à-dire avant le premier vol qui eut lieu le 25 mai 1953. Les premiers appareils de série, mis en service le mois de novembre de la même année, sont rapidement immobilisés, car certains avions s'étaient brisés en vol. Le problème provenait de l'empennage arrière ; tous les avions déjà fabriqués durent être modifiés. Le pilote d'essai George Welch fait partie des victimes. La livraison se poursuivit au début de l'année 1955. Les progrès techniques constants et rapides firent que le F-100A était alors déjà dépassé. À partir de 1958, cette version fut transférée à la garde nationale.
Le F-100B était une version modifiée, avec un meilleur aérodynamisme, pour le rôle de chasseur-bombardier, puis pour recevoir le nouveau Pratt & Whitney J75. Finalement redésignée F-107A en 1954, elle sera abandonnée à la fin des années 1950.
À partir de la version F-100C, le Super Sabre n'est plus utilisé comme chasseur pur, mais comme chasseur-bombardier. Les avions de cette version disposaient de six pylônes d'armement pour 2 270 kg de charge, et pouvaient être ravitaillés en vol. Le 20 août 1955 un avion de ce type décrocha un record mondial de vitesse en atteignant une moyenne de 1 323,03 km/h à 12 192 mètres d'altitude sur un circuit de 20 km.
La version la plus courante fut le F-100D, qui avait des ailes modifiées ainsi qu'une nouvelle avionique, dotée d'un pilote automatique et d'un système de largage de bombes qui permettait de larguer des bombes atomiques à basse altitude. La seule variante qui fut encore produite était la version nommée initialement TF-100C puis F-100F : il s'agissait d'une version d'entraînement biplace, équipée de deux canons de 20 mm au lieu de quatre. À partir de 1970, le « Super Sabre » fut progressivement remplacé par le F-4 et le F-111. Beaucoup d'appareils restants furent transformés en drones téléguidés pour être utilisés comme cibles, ou furent utilisés comme avions d'essais par la NASA.

## Engagements
Le Hun accomplit la plupart de ses missions pendant la guerre du Viêt Nam. Après avoir reçu une nouvelle électronique modernisée, de nouveaux équipements de radio et de navigation, il fut utilisé en tant que bombardier, chasseur, avion de reconnaissance et avion d'attaque au sol. Au total, l'armée de l'air américaine perdit 243 F-100 au Viêt-Nam, dont 198 au combat.
Les F-100 turcs ont participé à l'opération Attila (invasion de Chypre en 1974). Un F-100F turc a été abattu le 17 septembre 1983 par un missile Matra R530 tiré par un Dassault Mirage F1 irakien à la suite d'une violation de frontière.

## Variantes
- YF-100 : 2 prototypes s/n 52-5754 et 5755[2] ;
- YQF-100 : 9 drones de test 2 modèles D, 1 YQF-100F modèle F, et six autres[3] ;
- F-100A : première version de série (203 exemplaires) Modèle NA-192[2] ;
- RF-100A : version de reconnaissance (6 avions modifiés) ;
- F-100B : voir North American YF-107 Ultra Sabre ;
- F-100C : version améliorée de type chasseur-bombardier (476 exemplaires) 70 NA-214 et 381 NA-217[2]. réservoirs additionnels dans les ailes, capacité de ravitaillement en vol premier vol en mars 1954 ;
- TF-100C : biplace d'entraînement (1 avion modifié) ;
- F-100D : nouvelles ailes et avionique améliorée (1 274 exemplaires) premier vol 24 janvier 1956 ;
- F-100F : biplace d'entraînement (339 exemplaires) premier vol 7 mars 1957 ;
- DF-100F : désignation donnée à un F-100F utilisé comme pilote de drones[3] ;
- NF-100F : trois F-100F utilisés pour tests, le préfixe N indique que les modifications interdisent le retour au service opérationnel ;
- TF-100F : 14 F-100F exporté au Danemark en 1974, désignation spécifique pour les distinguer des 10 F-100F livrés entre 1959 et 1961 ;
- QF-100 : 209 modèles D et F convertis en cible réelle radio commandés[4] pour test et destruction par missile air-air[3] ;
- F-100J : chasseur tout temps destiné au Japon jamais construit ;
- F-100L : équipé de moteur J57-P-55 jamais construit ;
- F-100N : version avec avionique simplifiée jamais construit ;
- F-100S : production française proposée avec moteur Rolls-Royce Spey double flux.

## Opérateurs
- États-Unis (1954-1979)

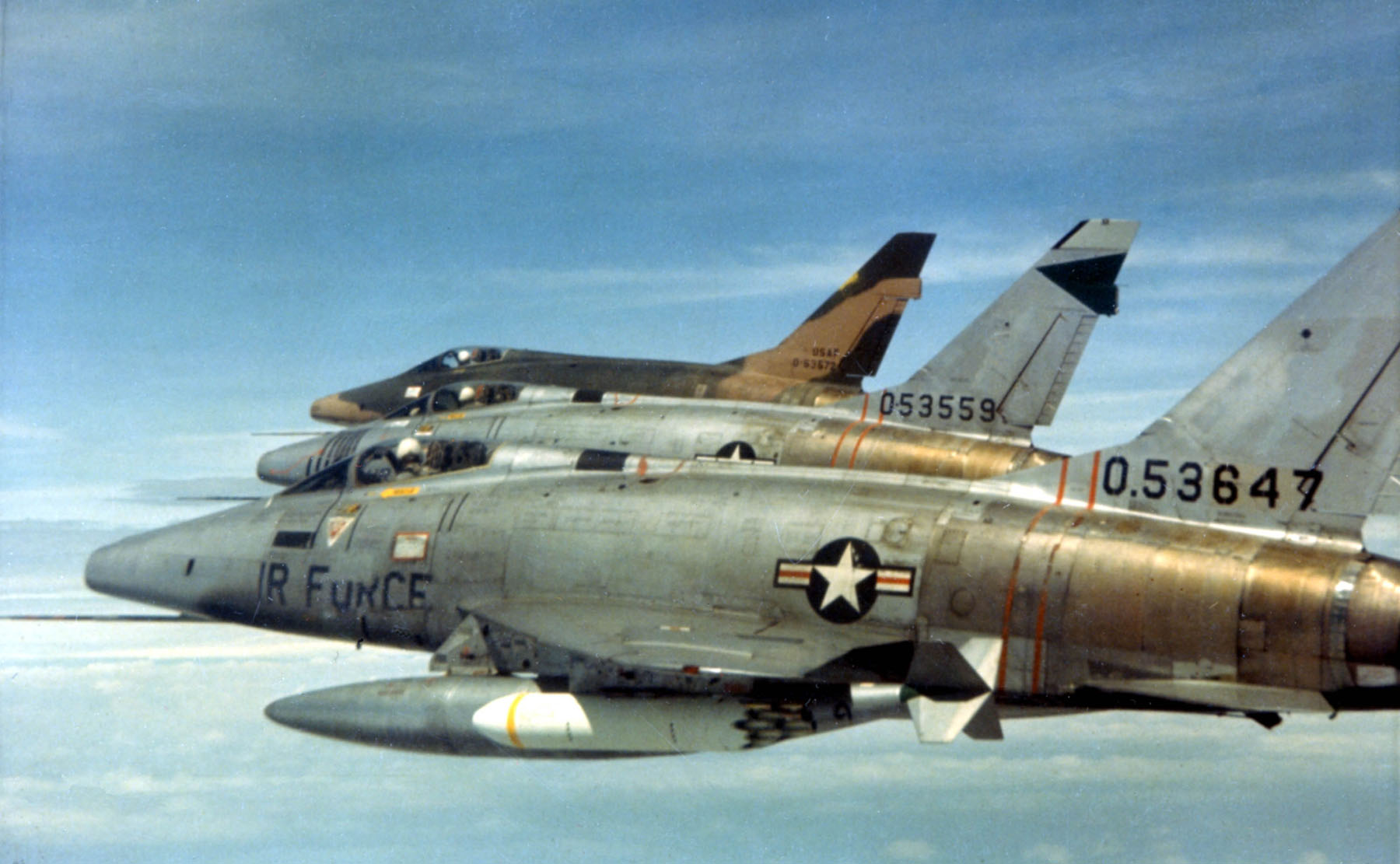
Patrouille de 3 F-100D du 481e escadron de chasse tactique américain au-dessus du territoire sud-vietnamien en février 1966.

  - Force aérienne des États-Unis - Le premier Super-Sabre entre en service le 27 septembre 1954 au sein de la 479e Escadre de Chasse. En raison de nombreux problèmes, le F-100A sera retiré à partir de 1958, le dernier aéronef quittera le service actif en 1961 avant d'être de nouveau réutilisé de 1962 à 1970 à la suite de la construction du mur de Berlin. Le F-100C entra en service le 14 juillet 1955 au sein de la 450e Escadre de Chasse comme chasseur-bombardier. Le F-100D visait à remédier les insuffisances offensives du F-100C en étant principalement un avion d'attaque au sol avec des capacités secondaires de combat aériens. Il entra en service le 29 septembre 1956 au sein de la 405e escadre de chasse. L'avion biplace F-100F entra en service en 1958 et reçut la plupart des armes et améliorations de cellule du F-100D, y compris la nouvelle postcombustion. Les F-100D et F-100F américains participèrent au conflit vietnamien du 16 avril 1961 au 31 juillet 1971, totalisant 360 283 sorties de combat. Ils seront remplacés par les F-4 et F-105. 242 appareils auront été perdus durant cette période. En 1972, les Super-Sabre sont retirés du service mais restent actifs au sein des escadres tactiques de réserve de l'Air National Guard. Ils seront progressivement remplacés par les F-4 Phantom II, LTV A-7 Corsair II, et A-10 Thunderbolt II, avant de prendre définitivement leur retraite en 1979, avec l'arrivée du F-16 Fighting Falcon. Tout au long de son service actif au sein de l'USAF, un total de 889 F-100 ont été détruits dans des accidents, impliquant le décès de 324 pilotes. L'escadrille acrobatique des Thunderbirds utilisa le F-100C de 1956 à 1963 et le F-100D de 1964 à 1968.
- Danemark (1959-1982)
  - Armée de l'air royale danoise - 48 F-100D et 10 F-100F sont livrés au Danemark de 1959 à 1961 en tant qu'équipement du MDAP. Ils remplacent alors les F-84G Thunderjet des 725e, 727e et 730e escadrilles en tant que chasseur d'attaque. Les F-100 de la 725e escadrilles ont été remplacés par les Saab F-35 Draken en 1970. En 1974, 14 TF-100F de l'USAF sont achetés. Les derniers F-100 danois sont retirés du service en 1982, remplacés par les F-16. Les F-100 survivants issus du MDAP sont transférés en Turquie (21 F-100D et deux F-100F), tandis que six TF-100F ont été vendus pour le remorquage cible. Le Danemark aura utilisé un total de 72 Super-Sabre (48 F-100D, 10 F-100F et 14 TF-100F).

- France (1958-1978)

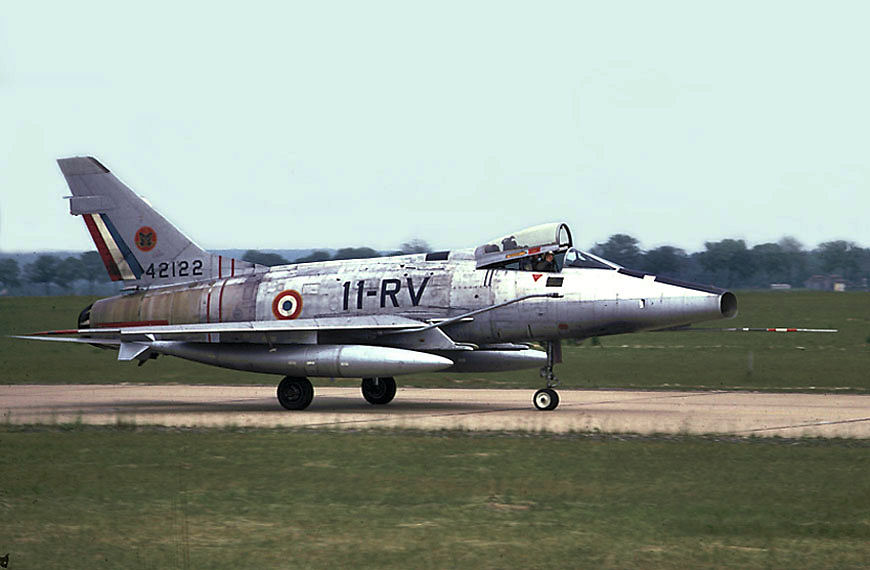
F-100D de l'escadron de chasse 3/11 Corse au roulage sur la base aérienne de Toul-Rosières en juin 1970.

  - Armée de l'air française - La France a été la première force aérienne européenne à recevoir le F-100 Super Sabre. Le premier avion est arrivé en France le 1er mai 1958. Un total de 100 avions (85 F-100D et 15 F-100F) ont été livrés et affectés à la 4e force aérienne tactique de l'OTAN. Ils étaient stationnés sur les bases aériennes des forces françaises en Allemagne avec, entre autres, des missions d'attaques nucléaires dans le cadre du partage nucléaire de bombes américaines B28[5]. Des F-100 auraient été utilisés dans des missions de combat en provenance de bases situées en France contre des cibles en Algérie française[6]. En 1967, la France quitte le commandement intégré de l'OTAN et les F-100 stationnés en Allemagne de l'Ouest sont transférés en France, en utilisant des bases libérées alors par l'USAF. La 11e escadre (escadrons de chasse 1/11 Roussillon, 2/11 Vosges, 3/11 Corse et 4/11 Jura) et la 3e escadre (escadrons de chasse 1/3 Navarre et 2/3 Champagne) utiliseront l'appareil respectivement de 1958 à 1978 et de 1959 à 1966. La dernière unité sur F100D/F a été l'Escadron de Chasse 4/11 Jura, basé à Djibouti, qui a gardé le Super-Sabre jusqu'en 1978[7]. Les F-100 sont remplacés par les Jaguar.
- Taïwan (1958-1988)
  - Force aérienne de la République de Chine - Il s'agit de la seule force aérienne alliée à utiliser le F-100A. Le premier Super-Sabre est livré en octobre 1958. Il est suivi par 15 F-100A en 1959 puis par 65 autres en 1960. En 1961, quatre RF-100A non armés sont reçus. De plus, 38 F-100A Super-Sabre de l'USAF et de l'ANG sont livrés plus tard. Ils ont été équipés de telle manière à pouvoir lancer des missiles air-air Sidewinder mais également d'une dérive de F-100D avec son radar d'avertissement AN/APS-54. Plusieurs F-100 ont été perdus dans des missions de renseignement au-dessus de la République populaire de Chine. Un total de 122 Super-Sabre (118 F-100A et 4 RF-100A) auront été utilisés de 1958 à 1988, date de retrait des derniers avions.
- Turquie
  - Armée de l'air turque - Un total de 206 Super-Sabre seront reçus par l'État turc. La plupart proviennent de stocks de l'USAF, tandis que 21 F-100D et deux F-100F ont été fournis par le Danemark. Les F-100 turcs ont eu une action importante lors de l'opération militaire de 1974 contre Chypre.

## Galerie photo

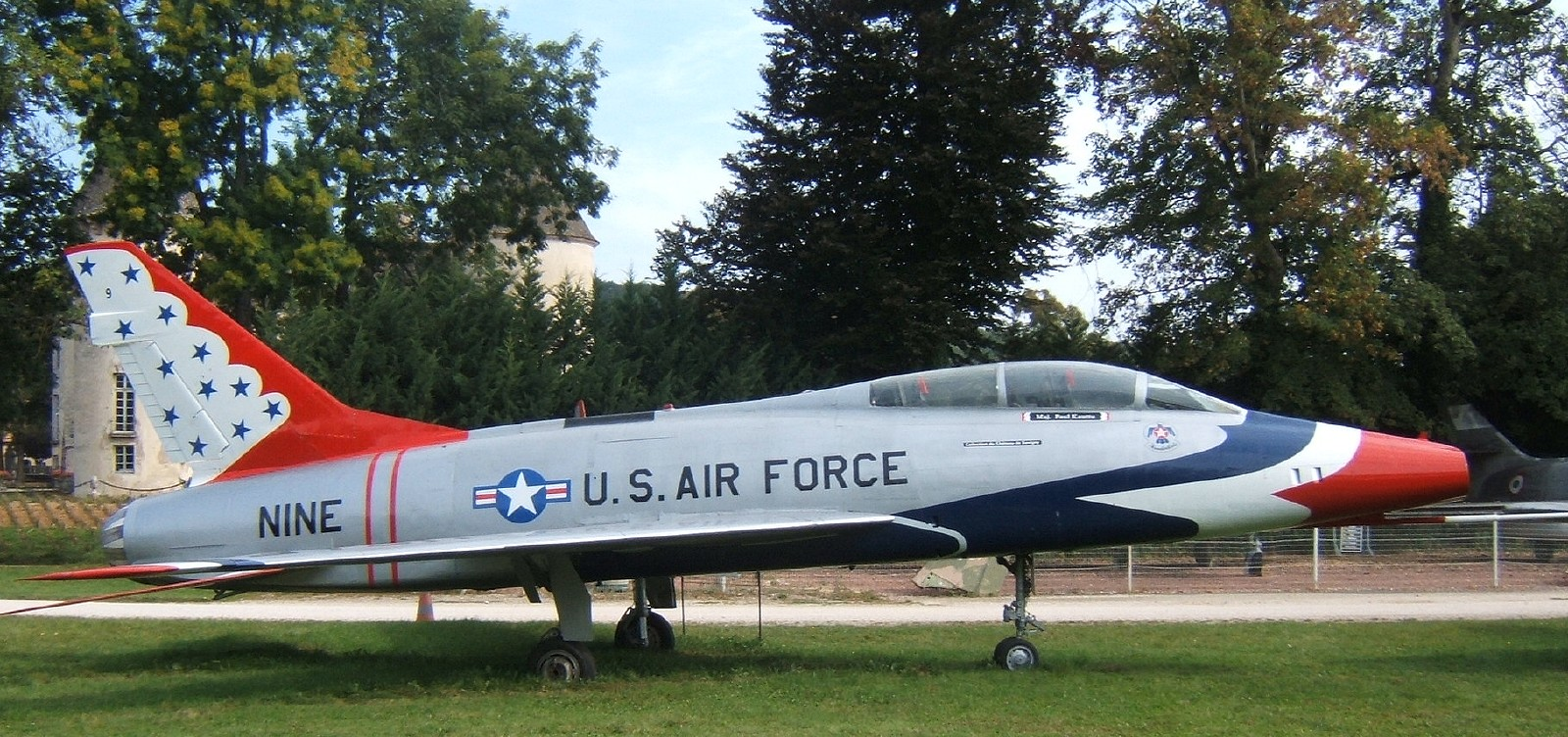
F-100F Super Sabre conservé au musée du château de Savigny-lès-Beaune.
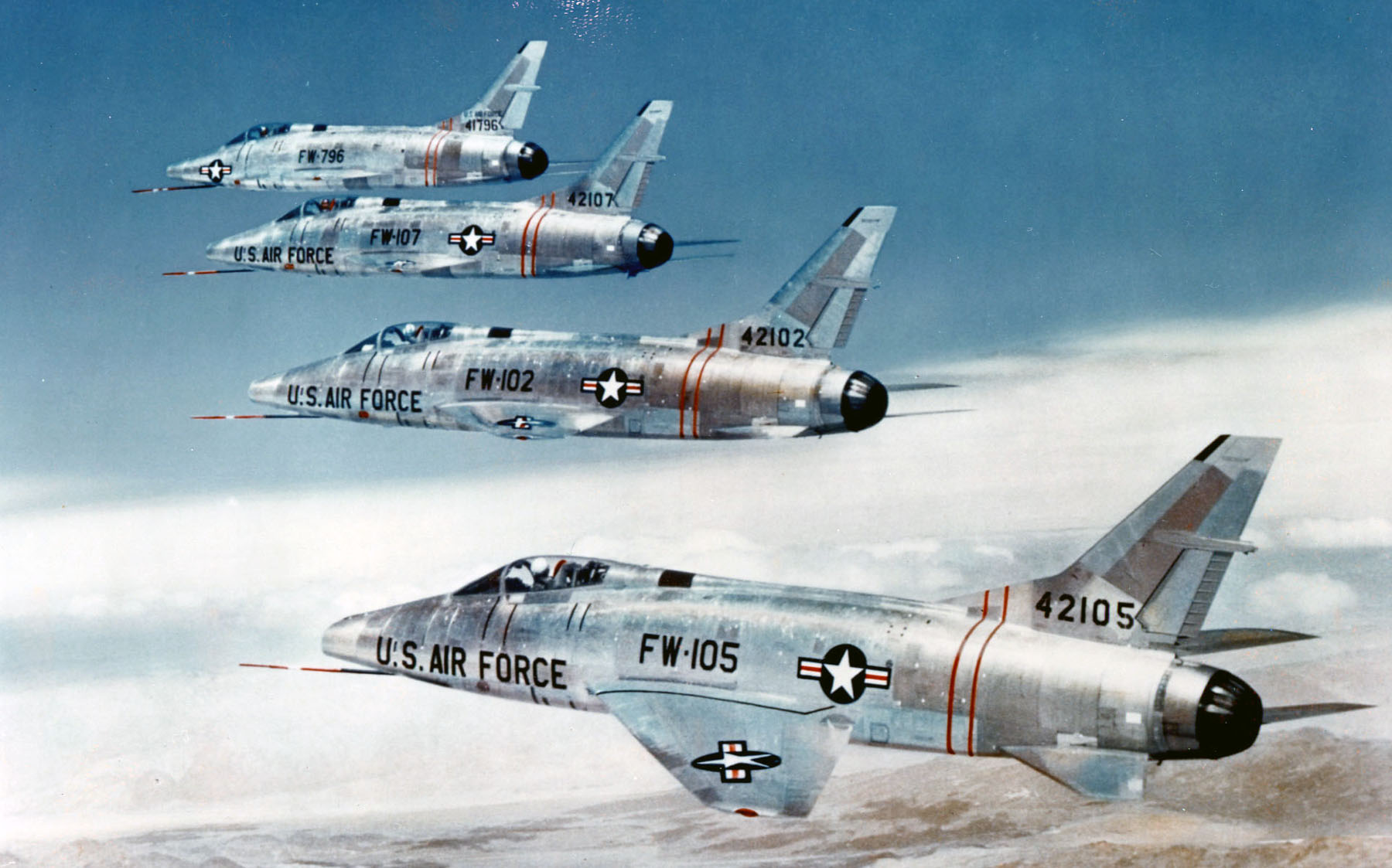
Quatre F-100C de l'US Air Force en vol en formation.
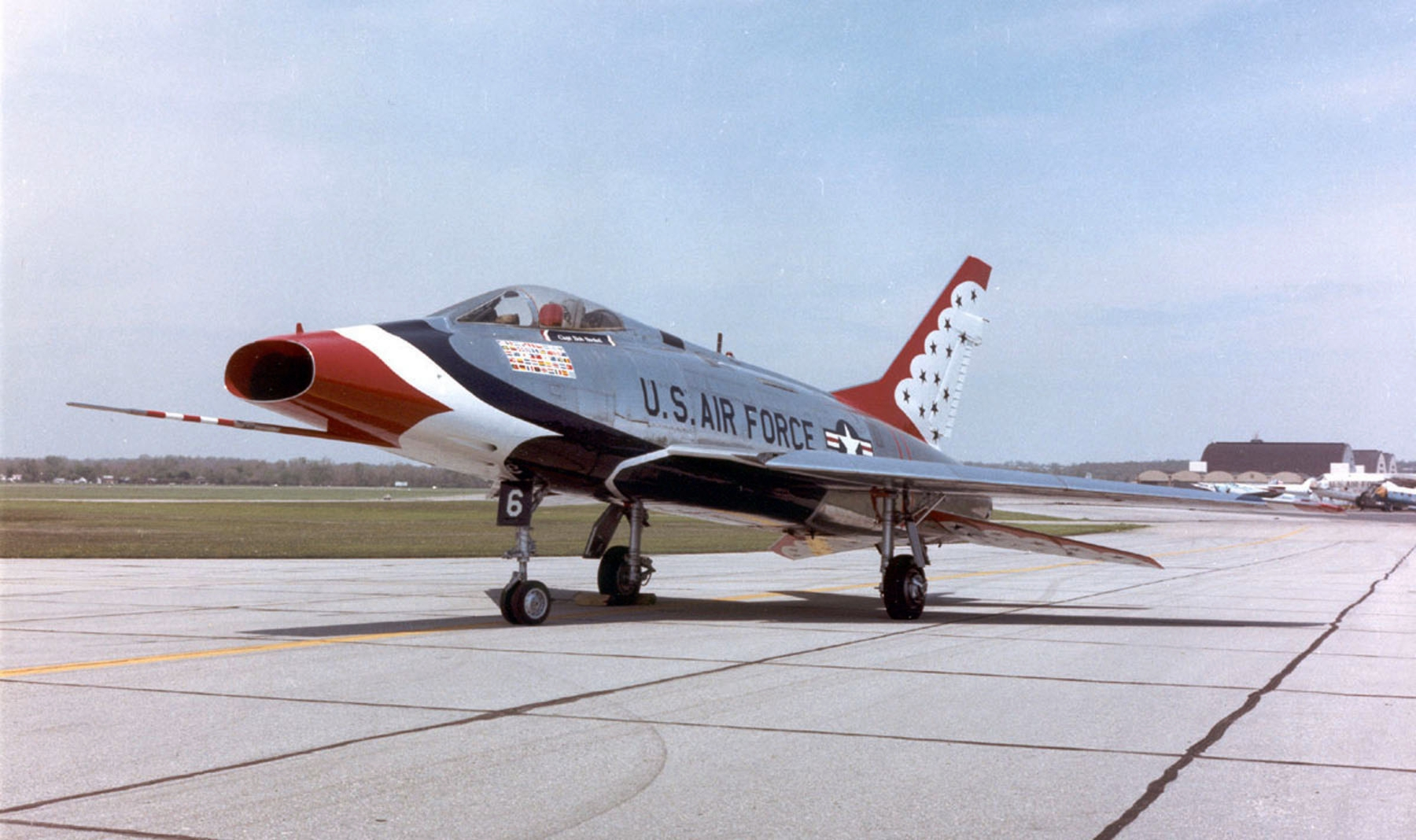
Un F-100D aux couleurs des Thunderbirds, patrouille acrobatique de l'US Air Force, au musée national de l'US Air Force à Dayton, Ohio (USA). Video
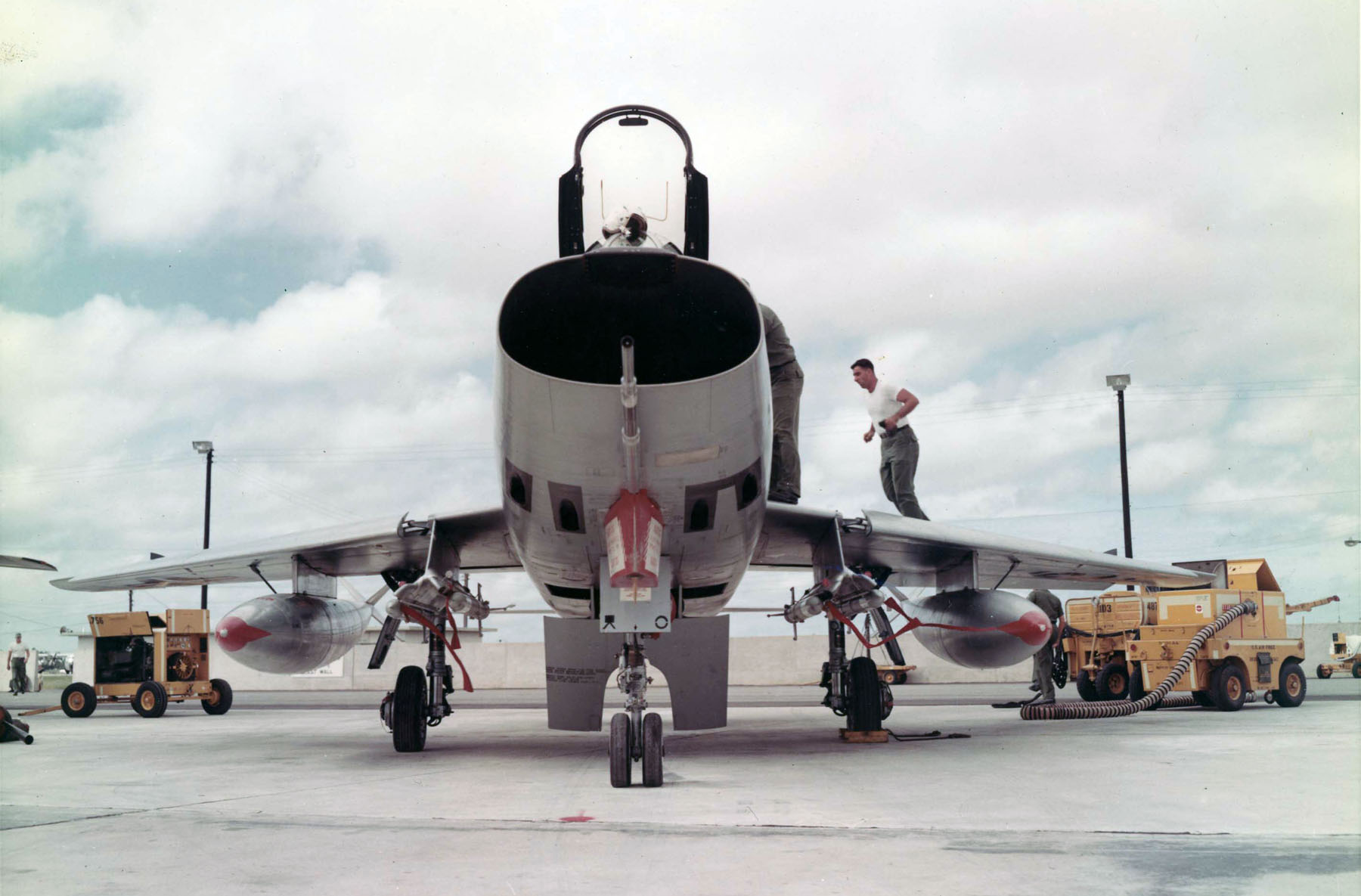
Vue rapprochée de la prise d'air ovale d'un F-100D. Il est également équipé de deux réservoirs externes et de quatre missiles sous ses ailes.
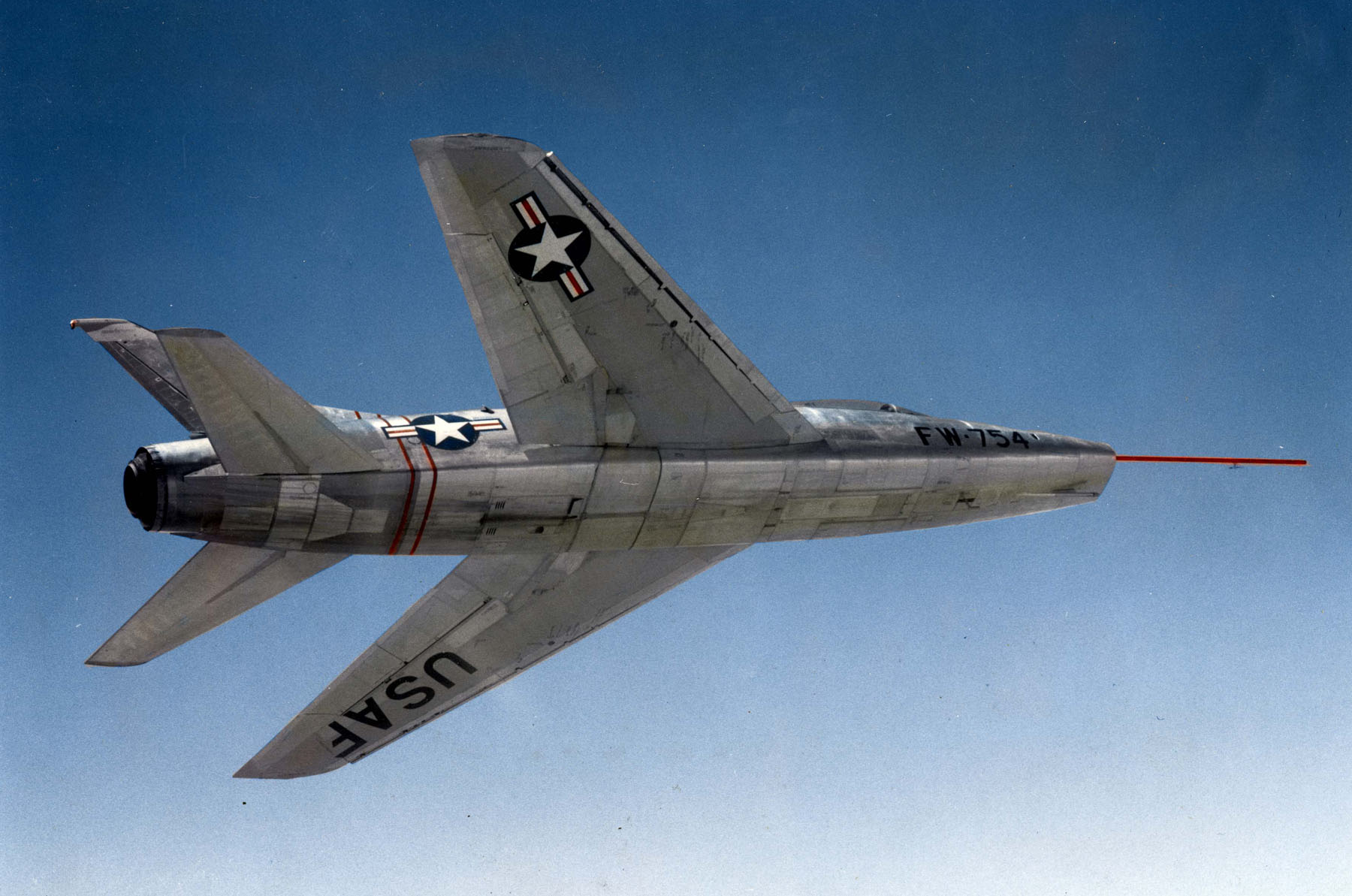
Dessous d'un YF-100 (s/n 52-5754).
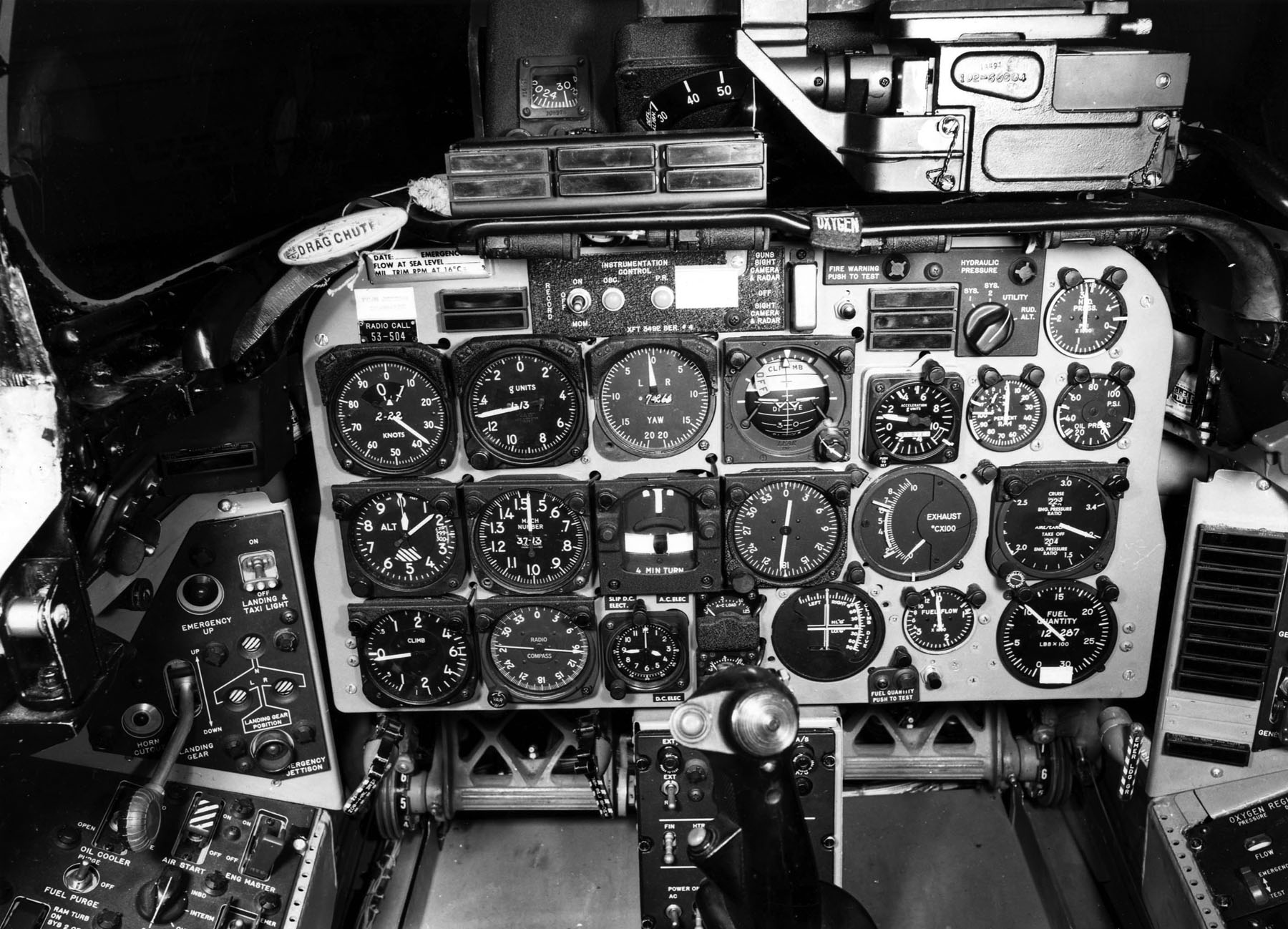
Cockpit d'un F-100D.
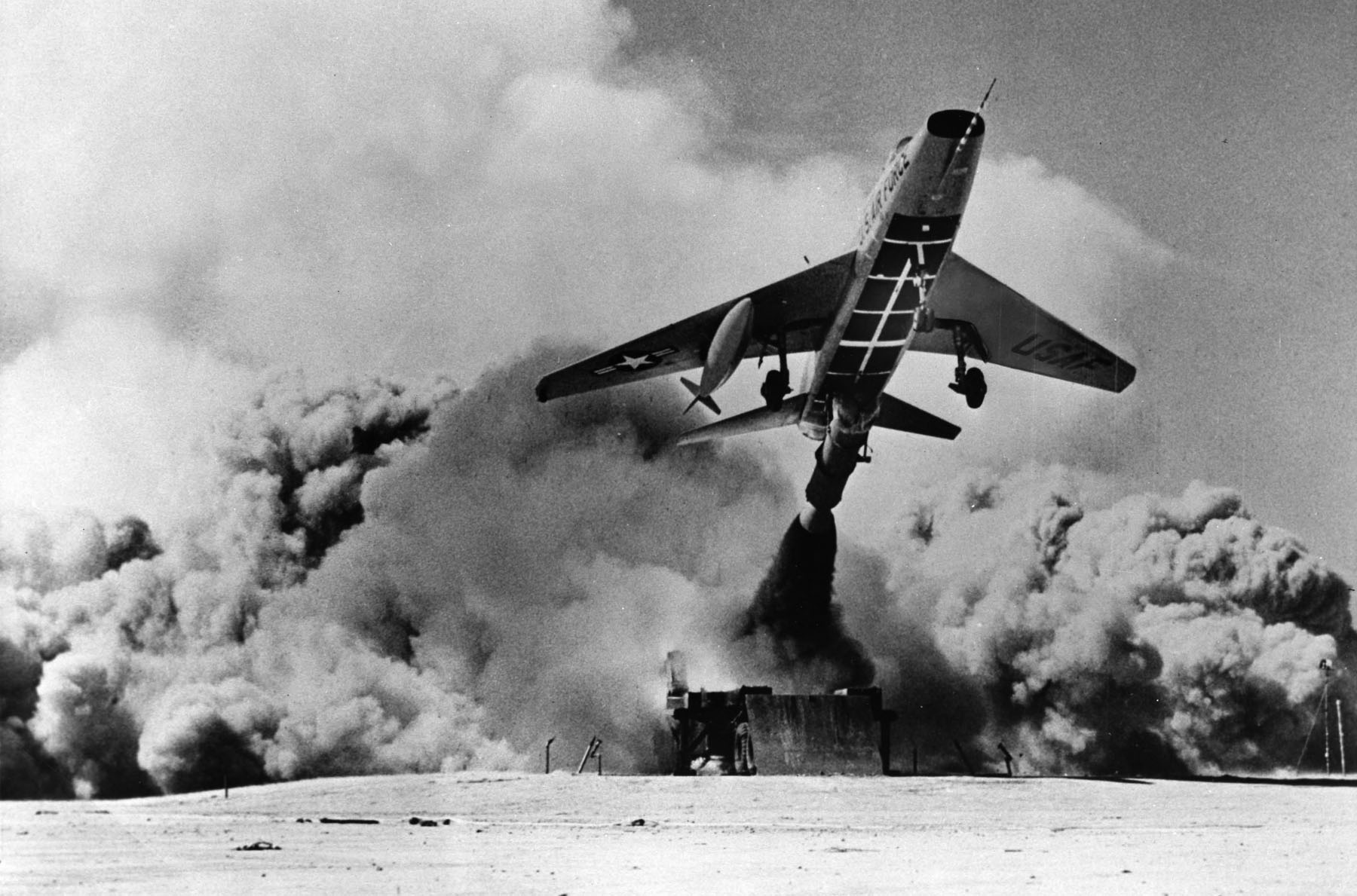
Le F-100D-60-NA no 56-2904 lors d'un essai de décollage « zero-length » (distance nulle), piloté par le major R. Titus. (photo US Air Force).
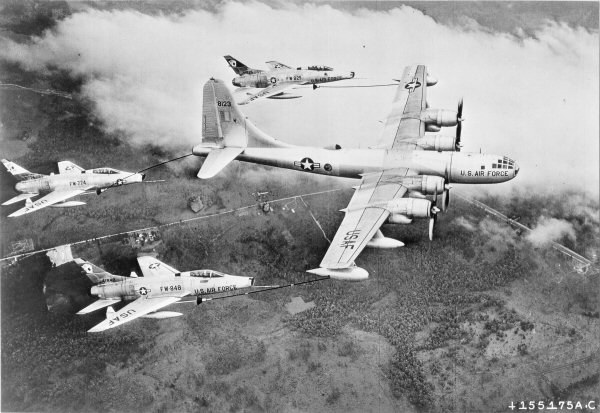
Trois Super Sabres se ravitaillent en vol auprès d'un KB-50 Superfortress, en 1956.
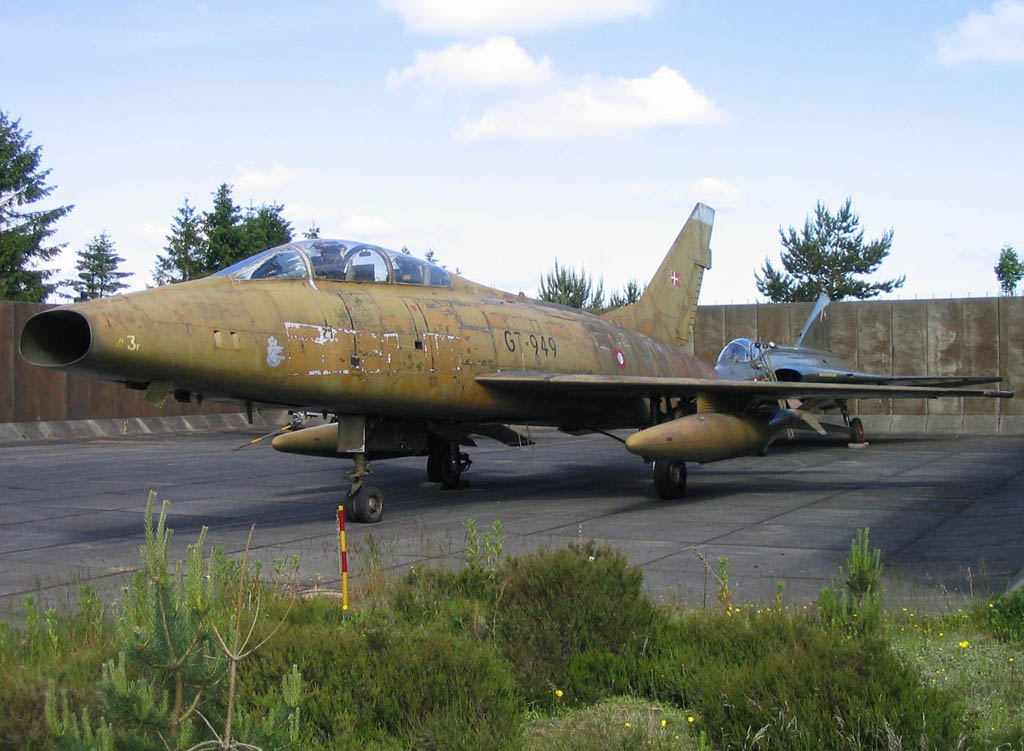
F-100F Super Sabre danois à la retraite depuis 1982.

### Développement lié
- North American FJ-1 Fury
- North American F-86 Sabre
- North American FJ-2/-3 Fury
- North American YF-107 Ultra Sabre

### Aéronefs comparables
- Mikoyan-Gourevitch MiG-19
- Dassault Super Mystère B2
- Dassault Étendard IV
- F-8 Crusader